# قرية نيو بالتز (نيويورك)
قرية نيو بالتز (بالإنجليزية: New Paltz (village), New York)‏ هي منطقة سكنية تقع في الولايات المتحدة في نيويورك (ولاية). يقدر عدد سكانها بـ 6,818 نسمة .